# Лоулетану
«Лоулетану» (порт. Louletano Desportos Clube) — португальський футбольний клуб із міста Лоле. Заснований 6 червня 1923 року.